# О’Донован, Эдвин
Эдвин О’Донован (англ. Edwin O’Donovan, 11 июня 1914—22 апреля 2000) - американский художник-постановщик. Обладатель премии Оскар 1979 года за лучшую работу художника.
С 1974 по 1981 гг. работал в качестве художника-постановщика на съёмках семи фильмов.

## Фильмография
- 1973–1977 — Полицейская история (сериал)
- 1975 — Пролетая над гнездом кукушки (фильм)
- 1975 — Бассейн утопленников
- 1978 — Небеса могут подождать (премии Оскар 1979 года)
- 1978 — Жесткач
- 1980 — Воскрешение
- 1981 — Хонки-Тонк шоссе.